# RU Большой Медведицы
RU Большой Медведицы (лат. RU Ursae Majoris), HD 101605 — одиночная переменная звезда в созвездии Большой Медведицы на расстоянии (вычисленном из значения параллакса) приблизительно 4615 световых лет (около 1415 парсеков) от Солнца. Видимая звёздная величина звезды — от +15m до +8,1m.

## Характеристики
RU Большой Медведицы — красная пульсирующая переменная звезда, мирида (M) спектрального класса M3e-M5e, или M3,5-4,5e, или M5e:.